# Tratado del Fuerte Jackson

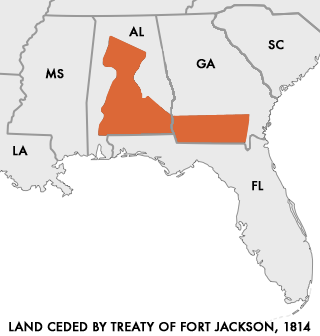
Mapa de las tierras cedidas por el Tratado del Fuerte Jackson.

El Tratado del Fuerte Jackson (también conocido como el Tratado con los Creek, 1814) fue firmado el 9 de agosto de 1814 en el Fuerte Jackson cerca de Wetumpka, Alabama (Estados Unidos) después de la derrota de los Bastones Rojos (creeks superiores) por las fuerzas de los americanos en la Batalla de Horseshoe Bend en las riberas del río Tallapoosa cerca de la actual ciudad de Alexander City, Alabama. La fuerza estadounidense, conducida por el General Andrew Jackson, consistía principalmente en la 39.ª Infantería de los Estados Unidos, Milicia de Tennessee Occidental y varios grupos de Cheroquis y Creeks aliados a los estadounidenses. Los Creeks superiores fueron liderados por el Jefe Menawa, que huyó con cientos de sobrevivientes a Florida. La rendición terminó la Guerra Creek, la cual los Estados Unidos luchaban simultáneamente con la Guerra de 1812. Los términos del tratado traspasaron 93 000 kilómetros cuadrados de la tierra Creek en Alabama y Georgia al gobierno de los Estados Unidos. Esta victoria liberó a Jackson para seguir hacia el sur a Luisiana para confrontar con las fuerzas británicas en la Batalla de Nueva Orleans.

## Signatarios
- Andrew Jackson, Comandante general del Séptimo Distrito Militar, [L. S.]
- Tustunnuggee Thlucco, Portavoz de los creeks superiores, su firma x, [L. S.]
- Micco Aupoegau, de Toukaubatchee, su firma x, [L. S.]
- Tustunnuggee Hopoiee, Portavoz de los creeks inferiores, su firma x, [L. S.]
- Micco Achulee, de Cowetau, su firma x, [L. S.]
- William McIntosh, Jr., alcalde de Cowetau, su firma x, [L. S.]
- Tuskee Eneah, de Cussetau, su firma x, [L. S.]
- Faue Emautla, de Cussetau, su firma x, [L. S.]
- Toukaubatchee Tustunnuggee de Hitchetee, su firma x, [L. S.]
- Noble Kinnard, de Hitchetee, su firma x, [L. S.]
- Hopoiee Hutkee, de Souwagoolo, su firma x, [L. S.]
- Hopoiee Hutkee, por Hopoie Yoholo, de Souwogoolo, su firma x, [L. S.]
- Folappo Haujo, de Eufaulau, en Chattohochee, su firma x, [L. S.]
- Pachee Haujo, de Apalachoocla, su firma x, [L. S.]
- Timpoeechee Bernard, Capitán de Uchees, su firma x, [L. S.]
- Uchee Micco, su firma x, [L. S.]
- Yoholo Micco, de Kialijee, su firma x, [L. S.]
- Socoskee Emautla, de Kialijee, su firma x, [L. S.]
- Choocchau Haujo, de Woccocoi, su firma x, [L. S.]
- Esholoctee, de Nauchee, su firma x, [L. S.]
- Yoholo Micco, de Tallapoosa Eufaulau, su firma x, [L. S.]
- Stinthellis Haujo, de Abecoochee, su firma x, [L. S.]
- Ocfuskee Yoholo, de Toutacaugee, su firma x, [L. S.]
- John O'Kelly, de Coosa, [L. S.]
- Eneah Thlucco, de Immookfau, su firma x, [L. S.]
- Espokokoke Haujo, de Wewoko, su firma x, [L. S.]
- Eneah Thlucco Hopoiee, de Talesee, su firma x, [L. S.]
- Efau Haujo, de Puccan Tallahassee, su firma x, [L. S.]
- Talessee Fixico, de Ocheobdeau, su firma x, [L. S.]
- Nomatlee Emautla, o Capitán Issacs, de Cousoudee, su firma x, [L. S.]
- Tuskegee Emautla, o John Carr, de Tuskegee, su firma x, [L. S.]
- Alexander Grayson, de Hillabee, su firma x, [L. S.]
- Lowee, de Ocmulgee, su firma x, [L. S.]
- Nocoosee Emautla, de Chuskee Tallafau, su firma x, [L. S.]
- William McIntosh, por Hopoiee Haujo, de Ooseoochee, su firma x, [L. S.]
- William McIntosh, por Chehahaw Tustunnuggee, de Chehahaw, su firma x, [L. S.]
- William McIntosh, por Spokokee Tustunnuggee, de Otellewhoyonnee, su firma x, [L. S.]

Firmado en fuerte Jackson, en presencia de--
- Charles Cassedy, Secretario interino,
- Benjamin Hawkins, agente para los asuntos indios,
- Return J. Meigs, nación A. C.,
- Robert Butler, Ayudante General del Ejército estadounidense
- J. C. Warren, agente asistente para los asuntosindios,
- George Mayfield, Alexander Curnels, George Lovett, intérpretes públicos.